# Ante bellum
«Ante bellum» (лат. Ante bellum, [анте беллюм] букв. «до війни», також разом antebellum) — період історії країни, народу чи регіону до певної грандіозної події чи потрясіння, викликаного великомасштабними подіями військового характеру (світова і/або громадянська війна, революція, інтервенція і т. д.). В контексті термін отримує більш конкретні значення для конкретної країни. В вузькому розумінні слова, частково, в історіографічній літературі, термін найчастіше вживається в США для позначення періоду історії й культури країни до Громадянської війни 1861—1865 років.

## Пояснення
Військові дії величезного розмаху найчастіше призводять до незворотних наслідків. Після їхнього завершення, учасники, чи так чи інакше залучені в них люди, не завжди можуть повернутися до довоєнного укладу життя. Більше того, назавжди відходять в минуле цілі епізоди довоєнного життя, чимало станів скасовуються, зникають різноманітні реалії, предмети, цілі народи, мови й культури. В кожному конкретному контексті слово може вживатися у відношенні до будь-якого періоду історії кожного окремо взятого народу й держави:
- Середземномор'я і Римська імперія: до і після германських набігів в ході Великого переселення народів;
- Америка: до і після європейської колонізації;
- Квебек: до і після Франко-індійської війни і британської колонізації;
- Росія: «до революції», «до вітчизняної війни» (в наш час в останньому випадку частіше кажуть «до війни»), до перебудови;
- Таджикистан: до і після Громадянської війни;

## США
У вузькому розумінні термін часто використовується в сучасній історіографії, особливо для опису історії Півдня США в період до Громадянської війни 1861—1865 років. Як і революція 1917 року в Російській імперії, війна в США завдала удару по традиційних патріархально-консервативних цінностях Півдня. В першу чергу було скасовано рабство, на якому тримався весь добробут плантаторів-рабовласників. Про що було написано багато книг про рабів та війну. Позбувшись дешевої робочої сили, багато з них не могли більше вирощувати бавовну, а внаслідок, позбулись валютної виручки, за якої вони утримували розкішні особняки в стилі неокласицизму й фазенди (наприклад, Віндзорський особняк на півдні-сході Міссісіпі, маєтки Порт-Гібсону тощо), купували дорогі вбрання, предмети розкоші, мали численну прислугу. Багато елементів тієї епохи знайшли своє відображення в ностальгічній епопеї «Віднесені вітром».